# Lois Capps

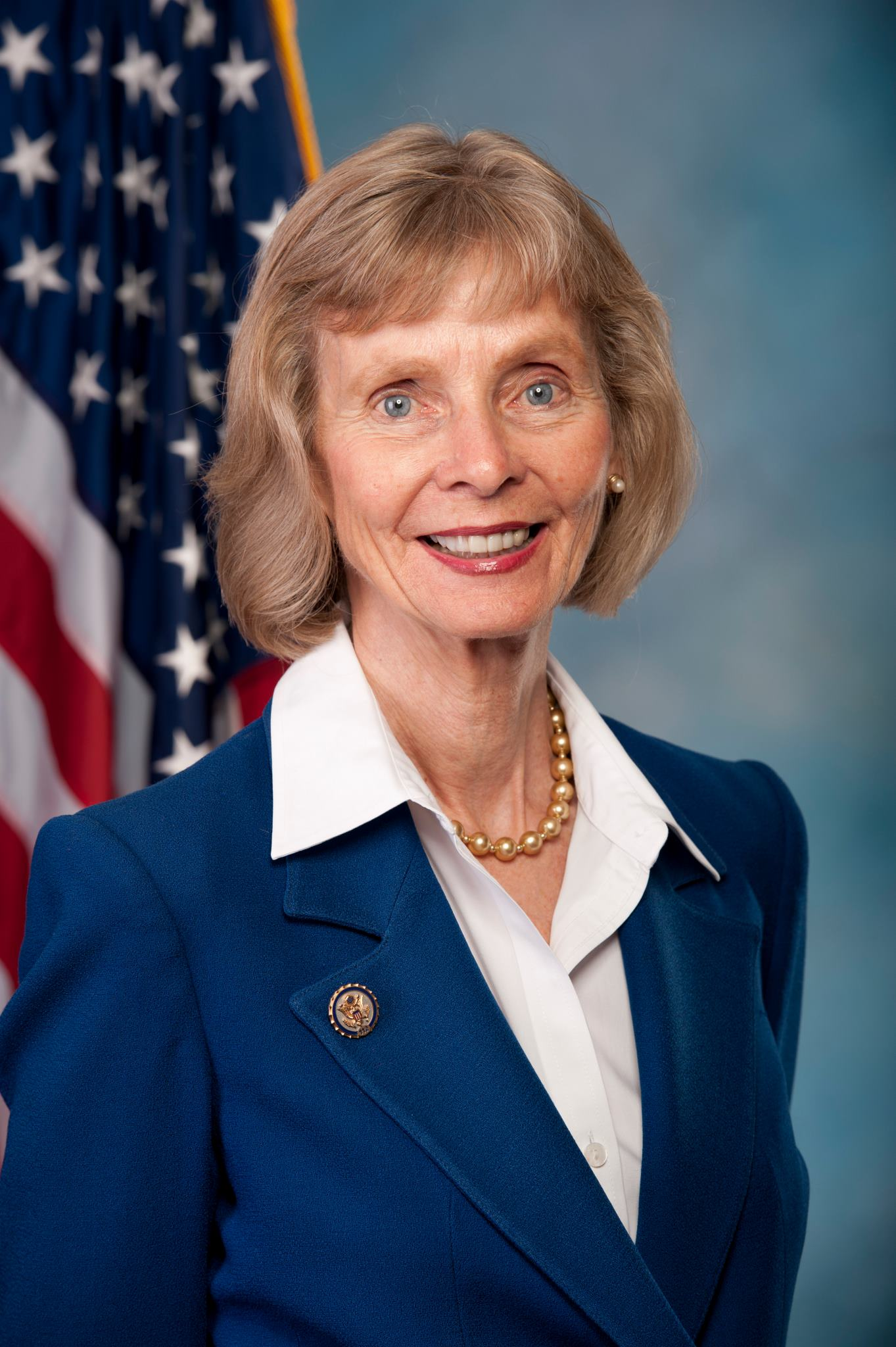
Lois Capps

Lois Grimsrud Capps (* 10. Januar 1938 in Ladysmith, Rusk County, Wisconsin, als Lois Smith) ist eine US-amerikanische Politikerin der Demokratischen Partei. Zwischen 1998 und 2017 vertrat sie zuerst den 22. Sitz, ab 2003 dann den 23. Sitz, sowie ab 2013 den 24. Sitz des Bundesstaats Kalifornien im US-Repräsentantenhaus.

## Werdegang
Capps ist die Tochter eines Geistlichen. Bis 1959 studierte sie an der Pacific Lutheran University in Tacoma (Washington) sowie danach bis 1964 an der Yale University. Im Jahr 1990 absolvierte sie noch ein Studium an der University of California, Santa Barbara, wo sie seit 1960 ihren Wohnsitz hat. Capps erlängte einen Abschluss als Bachelor of Science, sowie zwei als Master of Arts. Sie arbeitete zwanzig Jahre lang als Krankenschwester bzw. als Gesundheitsexpertin an den öffentlichen Schulen in Santa Barbara, wo sie die Schüler auf dem Gebiet des Gesundheitswesens unterrichtete. Während ihrer Zeit in Yale lernte sie ihren Mann Walter Capps kennen, den sie 1960 heiratete. Im Jahr 1996 wurde ihr Mann im 22. Wahlbezirk von Kalifornien in das US-Repräsentantenhaus gewählt. Sein am 3. Januar 1997 begonnenes Mandat in Washington, D.C. endete mit seinem Tod am 28. Oktober 1997.
Lois Capps wurde zur Nachfolgerin ihres Mannes im Kongress gewählt, dessen Mandat sie am 17. März 1998 antrat. Sie wurde neun Mal wiedergewählt und verzichtete im Jahr 2016 auf eine weitere Kandidatur. Nach einem Neuzuschnitt der Wahlkreise vertrat sie ab 2003 den umbenannten, aber geographisch mit ihrem bisherigen übereinstimmenden 23. Wahlbezirk ihres Staates, den bisher Elton Gallegly vertreten hatte. Von 2013 an wurde ihr Wahlkreis leicht geändert und zum 24. Sitz. Capps war Mitglied im Ausschuss für Energie und Handel sowie in drei Unterausschüssen. Sie wurde mehrfach von Kongressmitarbeitern zur freundlichsten Abgeordneten des Repräsentantenhauses gewählt. Sie schied am 3. Januar 2017 aus dem Kongress aus.

## Belege
1. ↑  Former Rep. Lois Capps. In: Biography from LegiStorm. Abgerufen am 16. August 2022 (englisch).
2. 1 2  CAPPS, Lois. In: Biographical Directory of the United States Congress. Abgerufen am 16. August 2022 (englisch).
3. 1 2  Representative Lois Capps. In: Library of Congress. Abgerufen am 16. August 2022 (englisch).
4. ↑  2010 Best & Worst of Congress. In: The Washingtonian. Abgerufen am 13. September 2010 (englisch).

| Personendaten    | Personendaten                                                        |
| ---------------- | -------------------------------------------------------------------- |
| NAME             | Capps, Lois                                                          |
| ALTERNATIVNAMEN  | Smith, Lois (Geburtsname); Capps, Lois Grimsrud (vollständiger Name) |
| KURZBESCHREIBUNG | US-amerikanische Politikerin                                         |
| GEBURTSDATUM     | 10. Januar 1938                                                      |
| GEBURTSORT       | Ladysmith, Wisconsin                                                 |